# 磯部涼
磯部 涼（いそべ りょう、1978年 - ）は、日本の音楽評論家、著作家。千葉県千葉市出身。

## 略歴
高校3年から音楽ライターを開始。1998年に和光大学人文学部に入学するが、ライター業が忙しくなり中退。ヒップホップやクラブミュージックなどのマイナー音楽や、それらと社会のかかわりをめぐる執筆活動を展開する。川崎市中1男子生徒殺害事件の舞台となった一方でヒップホップクルー「BAD HOP」を輩出した川崎市川崎区の社会状況を描いた『ルポ 川崎』は、2018年に新潮ドキュメント賞の候補にあがった。

## 著書

### 単著
- 『ヒーローはいつだって君をがっかりさせる』太田出版、2004年10月。ISBN 4-87233-871-5。
- 『音楽が終わって、人生が始まる』アスペクト、2012年3月。ISBN 978-4-7572-1959-5。
- 『プロジェクトFUKUSHIMA! 2011/3.11−8.15いま文化に何ができるか』K&Bパブリッシャーズ〈DOMMUNE BOOKS〉、2011年12月。ISBN 978-4-902800-32-6。
- 『ルポ 川崎』サイゾー、2017年12月。ISBN 978-4-86625-090-8。
- 『令和元年のテロリズム』新潮社、2021年3月。ISBN 978-4-10-353871-4。
- 『ルポ川崎』新潮社〈新潮文庫〉、2021年4月。ISBN 978-4-10-102841-5。

### 編集・編著
- 『踊ってはいけない国、日本 風営法問題と過剰規制される社会』河出書房新社、2012年8月。ISBN 978-4-309-24601-7。
- 『踊ってはいけない国で、踊り続けるために 風営法問題と社会の変え方』河出書房新社、2013年4月。ISBN 978-4-309-24615-4。
- 『新しい音楽とことば 13人の音楽家が語る作詞術と歌詞論』スペースシャワーネットワーク〈SPACE SHOWER BOOKS〉、2014年11月。ISBN 978-4-907435-42-4。

### 共著
- 『ヤンキー文化論序説』河出書房新社、2009年3月。ISBN 978-4-309-24465-5。五十嵐太郎(編著)、都築響一ほかとの共著。
- 『ゼロ年代の音楽 壊れた十年』河出書房新社、2010年1月。ISBN 978-4-309-27161-3。野田努、三田格、松村正人、二木信との共著。
- 『ゼロ年代の音楽 ビッチフォーク編』河出書房新社、2011年1月。ISBN 978-4-309-27228-3。松村正人、水越真紀、RUMI、湯山玲子、大垣有香、五所純子、田中宗一郎、新田啓子、橋元優歩、二木信との共著。
- 『大人アイドル プロフェッショナルとしてのV6論』サイゾー、2016年1月。ISBN 978-4-904209-91-2。相沢直、小倉広、切通理作、戸部田誠、トミヤマユキコ、西森路代、前田愛実、矢野利裕との共著。
- 『遊びつかれた朝に 10年代インディ・ミュージックをめぐる対話』Pヴァイン〈ele‐king books〉、2014年5月。ISBN 978-4-907276-11-9。九龍ジョーとの共著。
- 『ラップは何を映しているのか 「日本語ラップ」から「トランプ後の世界」まで』毎日新聞出版、2017年3月。ISBN 978-4-620-32441-8。大和田俊之、吉田雅史との共著。